# چارلز، شاهزاده ناسائو-اوزینگن

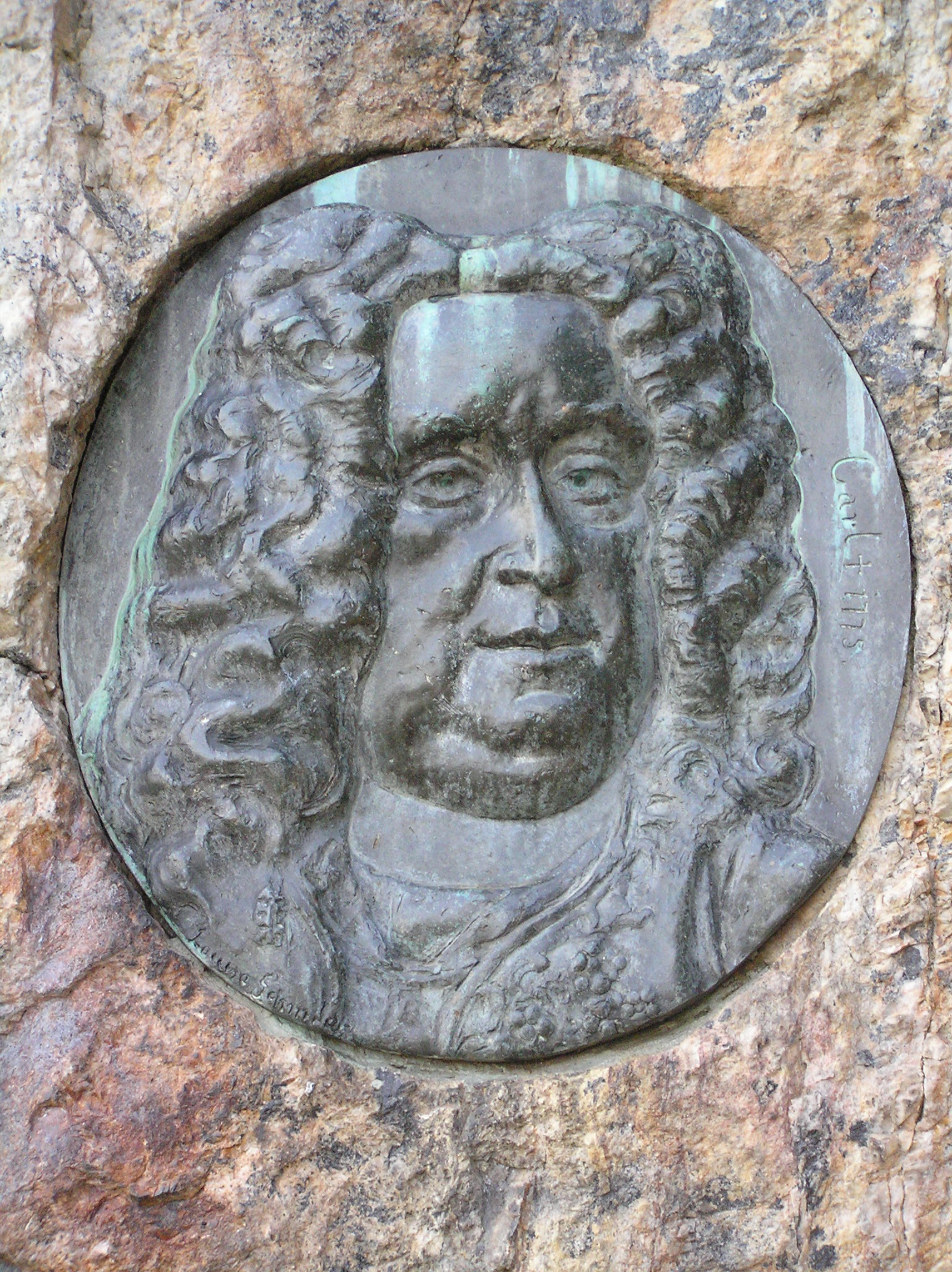
یادبودی برای چارلز در پارکی در اوزینگن

چارلز، شاهزاده ناسائو-اوزینگن (به انگلیسی: Charles, Prince of Nassau-Usingen)(متولد ۳۱ دسامبر سال ۱۷۱۲ در اوزینگن; درگذشت: ۲۱ ژوئن سال ۱۷۷۵ در بیبرایش)) بود. او از سال ۱۷۱۸ تا سال ۱۷۷۵ شاهزاده ناسائو-اوزینگن بود.

## خانواده
چارلز پسر ویلیام هنری از ناسائو-اوزینگن و شارلوت آملیا ناسو-دیلنبورگ بود.
پدرش در ۱۷۱۸ زمانی که او هنوز کوچک بود درگذشت.
خود او نیز در سال ۱۷۷۵ درگذشت.

## ازدواج
در ۲۶ دسامبر ۱۷۳۴ چارلز با ازدواج دوشیزه کریستین ویلهلمین (متولد: ۱۷۱۱) صاحب چهار فرزند شد.
- چارلز ویلیام (۱۷۳۵–۱۸۰۳), شاهزاده ناسائو-اوزینگن
- کریستین (۱۷۳۶–۱۷۴۱)
- فردریک آگوستوس (۱۷۳۸–۱۸۱۶), شاهزاده ناسائو-اوزینگن
- جان آدولف (۱۷۴۰–۱۷۹۳) ژنرال پروس

در دومین بار توسط ازدواج مورگانیک با مگدالنا گروس از ویسبادن (متولد ۱۷۱۲) صاحب چهار فرزند دیگر شد:
- فیلیپا کاترین فون بیبریچ (متولد: ایداشتاین ۱۷ مارس ۱۷۴۴; درگذشت: ۱۷ ژوئیه ۱۷۹۸)
- کارل فیلیپ فون بیبریچ (متولد: ۲۵ مارس ۱۷۴۶; درگذشت: ۱۵ اوت ۱۷۸۹ ویسبادن)
- سوفی کریستین (متولد: ۲۰ ژوئن ۱۷۵۰; درگذشت: ۱۶ نوامبر ۱۷۵۰)
- ویلهلم هاینریش (متولد: ۱۵ فوریه ۱۷۵۵; درگذشت: ۶ مارس ۱۷۵۵)